# Zadora (szczyt)
Zadora (niem. Galgenberg) – szczyt (454 m n.p.m.) w północno-zachodniej części Grzbietu Wschodniego Gór Kaczawskich. Leży na zakończeniu podrzędnego grzbieciku odchodzącego ku północy i północnemu zachodowi od Chmielarza, gdzie łączy się z innym grzbietem – Bukowinka – Marciniec – Rogacz – Dłużek – Chmielarz – Polanka – Trzciniec. U zachodniego podnóża Zadory znajdują się zabudowania Wojcieszowa Dolnego. Grzbiet jest dość wyrównanay, natomiast wierzchołek stanowi dość stromy kopczyk. Na zboczach występują niewielkie skałki.
Zbudowana jest ze staropaleozoicznych skał metamorficznych pochodzenia wulkanicznego – zieleńców i łupków zieleńcowych oraz pochodzenia osadowego – fyllitów, łupków albitowo-serycytowych, chlorytowo-serycytowych i kwarcowo-serycytowych oraz kwarcytów, należących do metamorfiku kaczawskiego.
Masyw jest porośnięty lasem mieszanym.